# Закон о выдаче земельных наделов
Закон о выдаче земельных наделов (яп. 班田収授法, はんでんしゅうじゅほう, хандэн сюдзю-хо) — закон в древнем японском «правовом государстве» VIII—X веков, периода Нара и Хэйан, который определял порядок распределения земель государственного фонда между трудоспособным населением Японии, а также правила их использования. Создан по образцу китайского «Закона о равнополье» (均田法) династии Тан. Провозглашён в 646 году императорским указом о реформах Тайка. Вступил в силу с 690 года, в связи с принятием кодекса Киёмихара. Упоминается в кодексах Тайхо и Ёро. Действовал с незначительными поправками до начала X века.

## Краткие сведения
По данным Кодекса Ёро, Закон предусматривал выдачу земельных наделов, преимущественно рисовых заливных полей, находившихся в собственности государства, всем мужчинам и женщинам Японии, которые достигли 6-летнего возраста. Надел передавался в семье, которой было приписано лицо, и возвращался государству после смерти этого лица. Размер надела отличался в зависимости от пола и статуса: мужчина группы «доброго люда» получал 2 тана женщина этой же группы — 1 тан 120 бу, мужчина группы «подлого люда» — 240 бу, а женщина этой же группы — 160 бу. Из-за нехватки земель в государственном фонде реальные размеры наделов были меньшими. Выдача новых и возвращение старых наделов осуществлялись через каждые 6 лет, что было привязано к системе семейных реестров косэки, которые обновлялись каждые 6 лет. Лица, которые получали надел, должны были платить государству земельный налог в размере 3-5 % урожая: 2 связки и 2 пучка с 1 тана. Продажа земельных наделов и выдача их под залог запрещались, однако разрешалась сдача в аренду. Арендная плата составляла 20 % урожая.
Исполнение Закона было затруднено постоянным сокращением земель государственного фонда ввиду роста населения Японии. В 743 году правительство приняло «Закон о вечной приватизации целины», которым признавало существование негосударственной собственности на целинные земли в обмен на налоги. Ускоренная приватизация целины аристократами, монастырями и святилищами способствовала формированию частного землевладения сёэнов и переходу части общинников из государственных наделов в частные. Это повлекло за собой постепенное запустение земель государственного фонда и упадок «правового государства». В результате, в конце IX века «Закон о выдаче земельных наделов» потерял актуальность и был отменен в X веке.